# Richard Oribe
Richard Oribe Lumbreras (nascido em 22 de fevereiro de 1974) é um dos mais premiados atletas paralímpicos espanhóis de todos os tempos.

## Vida pessoal
Natural de San Sebastián, Richard tem paralisia cerebral.

## Natação
Em 2007, participou do IDM German Open.

## Paralimpíadas
Richard conquistou a medalha de prata na prova dos 100 metros livre da classe S4 nos Jogos Paralímpicos de Verão de 2008 em Pequim. Ricard foi representar a Espanha nos Jogos de Londres, em 2012, onde ganhou a prata na mesma prova e o bronze nos 200 metros livre — S4.

## Conquistas
| Campeonato         | Sede          | Ano  | Medalhas |
| ------------------ | ------------- | ---- | -------- |
| Jogos Paralímpicos | Londres       | 2012 | 2        |
| Jogos Paralímpicos | Pequim        | 2008 | 4        |
| Campeonato Mundial | Durban        | 2006 | 4        |
| Campeonato Europeu | Berlim        | 2006 | 3        |
| Campeonato Europeu | Berlim        | 2005 | 4        |
| Jogos Paralímpicos | Atenas        | 2004 | 3        |
| Campeonato Mundial | Mar del Plata | 2002 | 4        |
| Campeonato Europeu | Estocolmo     | 2001 | 4        |
| Jogos Paralímpicos | Sydney        | 2000 | 4        |
| Campeonato Europeu | Alemanha      | 1999 | 5        |
| Campeonato Mundial | Nova Zelândia | 1998 | 5        |
| Campeonato Europeu | Badajoz       | 1997 | 5        |
| Jogos Paralímpicos | Atlanta       | 1996 | 4        |
| Campeonato Europeu | Perpinhã      | 1995 | 4        |
| Jogos Paralímpicos | Barcelona     | 1992 | –        |